# Oh Yoko!
"Oh Yoko!" é uma canção composta e gravada por John Lennon. Foi lançada pela primeira vez em seu álbum Imagine (1971) e mais tarde foi incluída na coletânea de maiores sucessos Working Class Hero: The Definitive Lennon.
A canção foi escrita sobre sua esposa Yoko Ono e conta com Nicky Hopkins no piano e o coprodutor Phil Spector no vocal de apoio. Lennon toca gaita pela primeira vez em uma gravação solo (desde "Rocky Raccoon" dos Beatles), sendo também a última vez que ele usara o instrumento em uma gravação lançada.

## História
Lennon começou a escrever a canção durante a visita dos Beatles à Índia em 1968, mas ela não foi totalmente concluída até as sessões do álbum Imagine três anos depois. A melodia foi inspirada em "Lost John", de Lonnie Donegan, uma canção que Lennon gostava e tocava com frequência. "Oh Yoko!" foi gravada em 25 de maio de 1971 no Ascot Sound Studios.
A gravadora EMI queria lançá-la como single, mas Lennon recusou. O único single lançado para o Imagine foi a faixa-título nos Estados Unidos; nenhum foi emitido no Reino Unido.

## Recepção
Os jornalistas Timothy e Elizabeth Bracy, do portal Stereogum a elegeram a nona melhor canção da carreira solo de Lennon, acrescentando que "poucas baladas românticas atingem o alvo com tanta força quanto 'Oh Yoko!', um testemunho cadenciado de uma paixão duradoura, tão melancólico quanto devocional". O crítico Stephen Lewis, do Ultimate Classic Rock, a colocou em décimo lugar na lista de melhores canções solo de amor do artista, afirmando: "Uma música alegre e suingante, com uma linha de piano de Nicky Hopkins de tirar o fôlego, a faixa bate com um otimismo caloroso e positivo". Robert Christgau a chamou de "uma canção folclórica instantânea digna de Rosie & the Originals".

## Na cultura popular
- A canção faz parte da trilha sonora do filme Rushmore (1998), estrelado por Bill Murray e Jason Schwartzman.[1][6]
- Em 1973, o artista japonês Keiichi Tanaami fez um curta de animação baseado na canção.[7]